# Ludwig Wilhelm Fischer

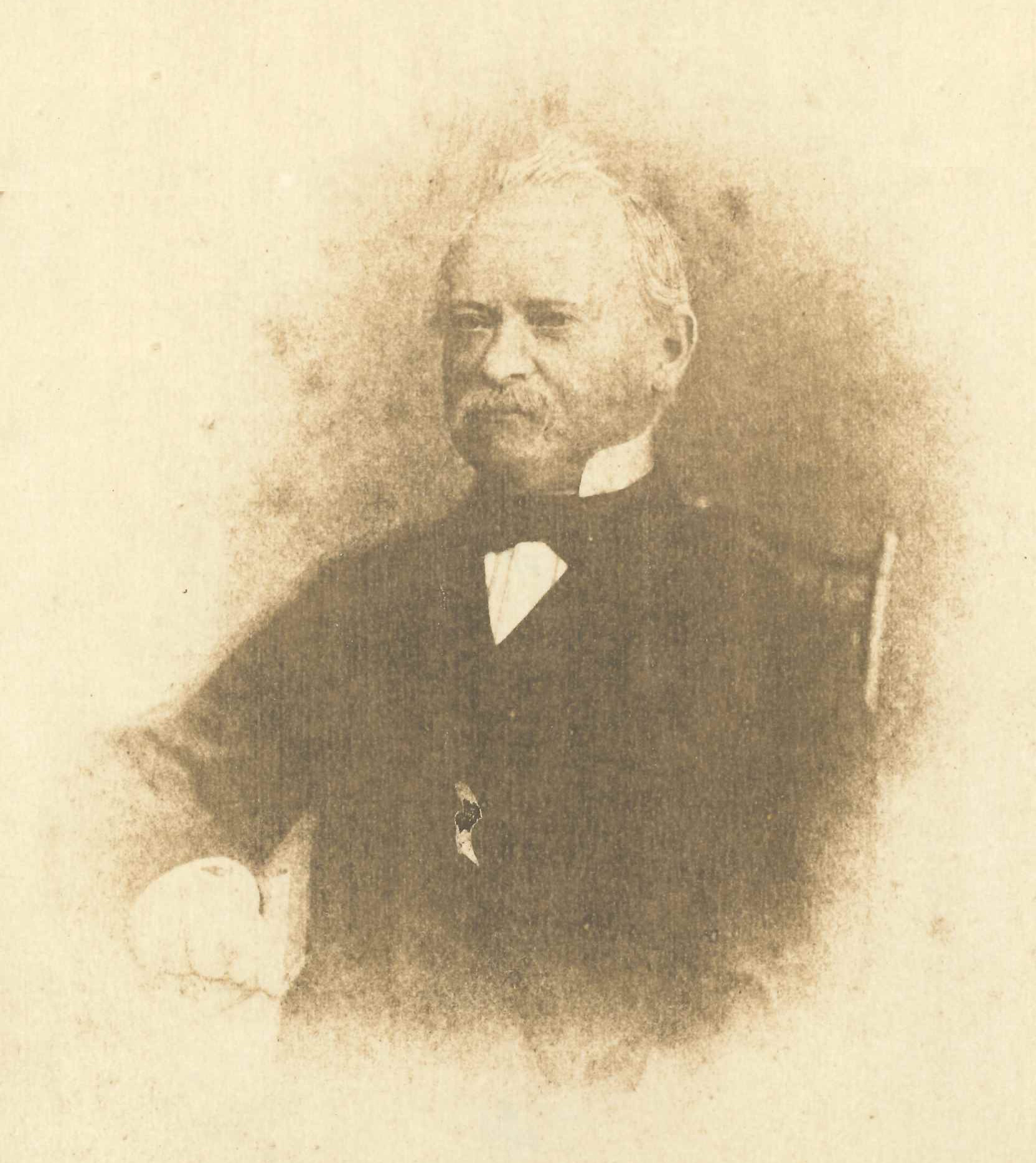
Ludwig Wilhelm Fischer

Ludwig Wilhelm Fischer (* 29. Mai 1817 in Rain (Lech); † 10. Januar 1890 in Marktoberdorf) war ein deutscher Heimatforscher und Landrichter.

## Leben
Ludwig Wilhelm Fischer wurde 1817 als unehelicher Sohn der Bräuerstochter Anna Baumann in Rain geboren. Sein Vater war Friedrich Fischer, Schreiber beim Rentamt Schönenfeld und ab 1829 Stadtschreiber von Rain. 1823 heirateten Friedrich Fischer und Anna Baumann und legitimierten somit ihren Sohn. 
Von 1844 arbeitete Fischer als Rechtspraktikant zuerst am Landgericht Rain. Von 1845 bis 1848 war er Patrimonialrichter in (Unter-)Baar und kehrte dann bis 1849 als Assessor wieder zum Landgericht Rain zurück. Nach über einem Jahr als Landgerichts-Funktionär in Rosenheim wechselte er am 15. Februar 1851 als „Aktuar extra statum“ zum Landgericht Weiler im Allgäu und erhielt 1853 dort die 2. Assessorenstelle. 1856 wurde er an das Landgericht Oberdorf (das heutige Marktoberdorf) auf die 1. Assessorenstelle versetzt. Als 1862 die Landgerichte im Königreich Bayern in Gerichts- und Verwaltungsbehörden aufgeteilt wurden, trat Fischer an die Spitze des Gerichts und arbeitete bis zu seiner Pensionierung 1879 als Landrichter in Oberdorf.
Am 10. Januar 1890 verstarb Ludwig Wilhelm Fischer in Marktoberdorf und wurde dort auf dem alten Friedhof südlich der Kurfürstenkapelle bestattet.

## Wirken als Heimatforscher

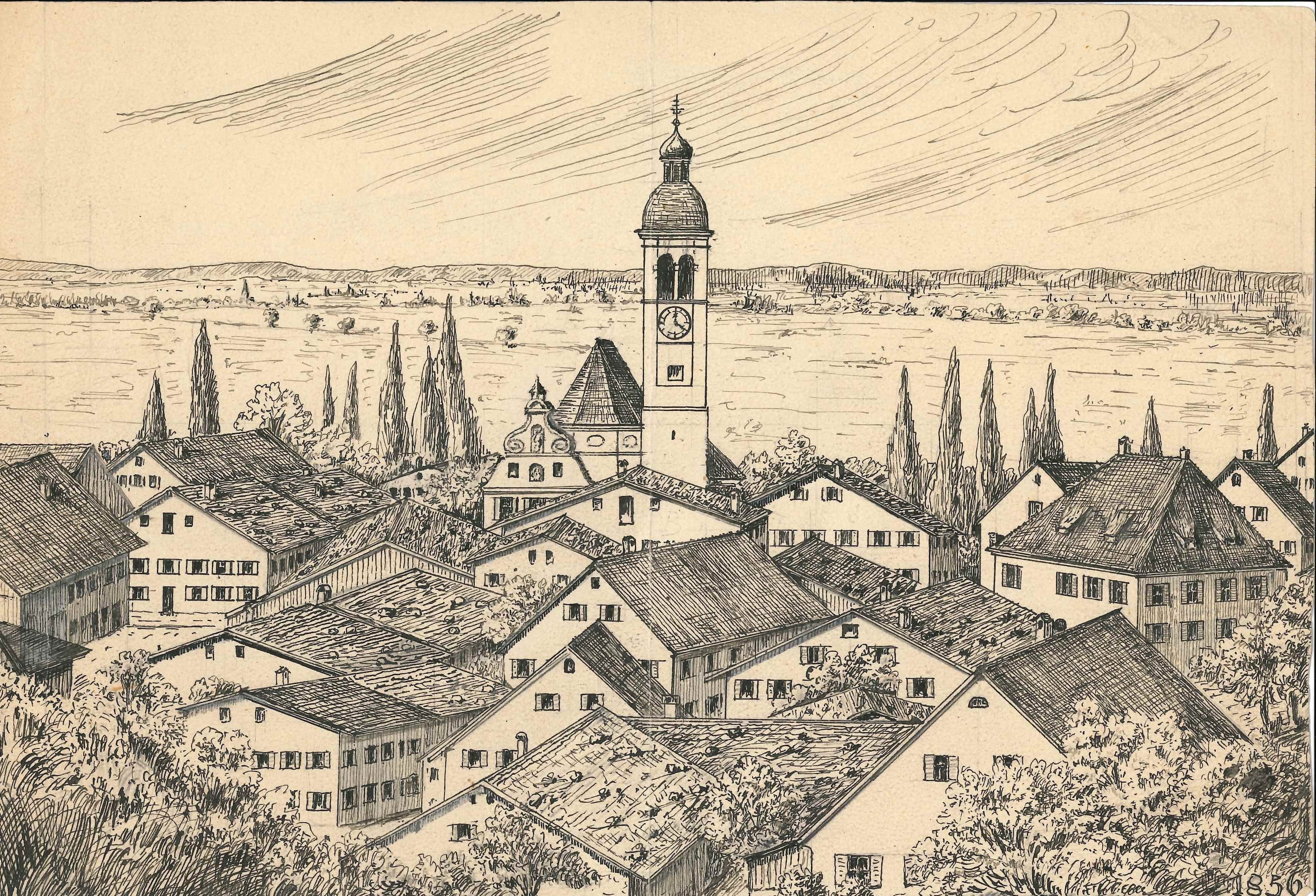
Innerer Markt von Marktoberdorf, 1856, Zeichnung von L. W. Fischer

Ab ca. 1842 betätigte sich Fischer neben seinem offiziellen Beruf als Heimatforscher. Er legte für jeden Ort des Landgerichts Rain ein Heft an, in dem er die Informationen zu den jeweiligen Orten sammelte. Dadurch entstand eine umfangreiche Stoffsammlung zur Geschichte der Stadt Rain und ihrer Umgebung. Die Hefte sind unterteilt in „Bayer. Lechrain“, „Schwäbischer Lechrain“ und „Linkes Donauufer“. Ihr Inhalt umfasst unter anderem Sagen und Gebräuche, Besetzung von Lokalbehörden, Gebäude, Stiftungen und Gewerbe. In weiteren Heften werden besondere Persönlichkeiten der Stadt Rain vorgestellt. Diese Hefte (19 Hefte im Folio-Format 8) sind seit 1900 im Besitz der Stadt Rain. Ein Teil des Nachlasses ist die 1858 in München veröffentlichte und 1936 in Rain (Deibl) nachgedruckte „Historischtopographische Geschichte der Stadt Rain“.
Der zweite große Nachlass der Heimatforschungen von Fischer ist als sogenannte „Fischeriana“ (54 Hefte) im Besitz der Bayerischen Staatsbibliothek. Die Hefte 1 bis 50 enthalten seine Informationssammlungen zum Landgericht Oberdorf, die Hefte 51 bis 54 Informationen zur Geschichte der Stadt Rain von ihren Anfängen bis zum Jahr 1866. Auch in den Heften zum Landgericht Oberdorf sind Informationen zur Geschichte des Ortes, zu bedeutenden Persönlichkeiten der Gegend und Aufstellungen über Altertumsfunde, Flurnamen usw. zu allen Orten des Landgerichts. Er fertigte auch unzählige Skizzen und Zeichnungen an wie vom Inneren Markt von Marktoberdorf. Einzelne Hefte behandeln den Bauernkrieg, den Schwedenkrieg, Handwerk und Landwirtschaft, die kurfürstliche Hofhaltung am Oberdorfer Schloss, Sitten und Gebräuche oder „Sociale Zustände“. Teile seiner Sammlung „Sagen und Legenden aus dem Allgäu“ wurden in der Allgäuer Zeitung veröffentlicht. Die Hefte der Fischeriana wurden von der Bayerischen Staatsbibliothek digitalisiert und sind seit 2017 in den Digitalen Sammlungen der Bayerischen Staatsbibliothek online verfügbar.
Die Bände 51 bis 54 (unterteilt in 20 Hefte), zusammen rund 2000 Seiten, wurden 1996 bis 1998 von Antonie Brandmair, Rain, aus der Sütterlin-Schrift vollständig transkribiert und digital dem Stadtarchiv Rain übergeben. 
1949 wurde als Wertschätzung an der Ostseite der Stadtpfarrkirche St. Martin zu Marktoberdorf diese Gedenktafel angebracht:

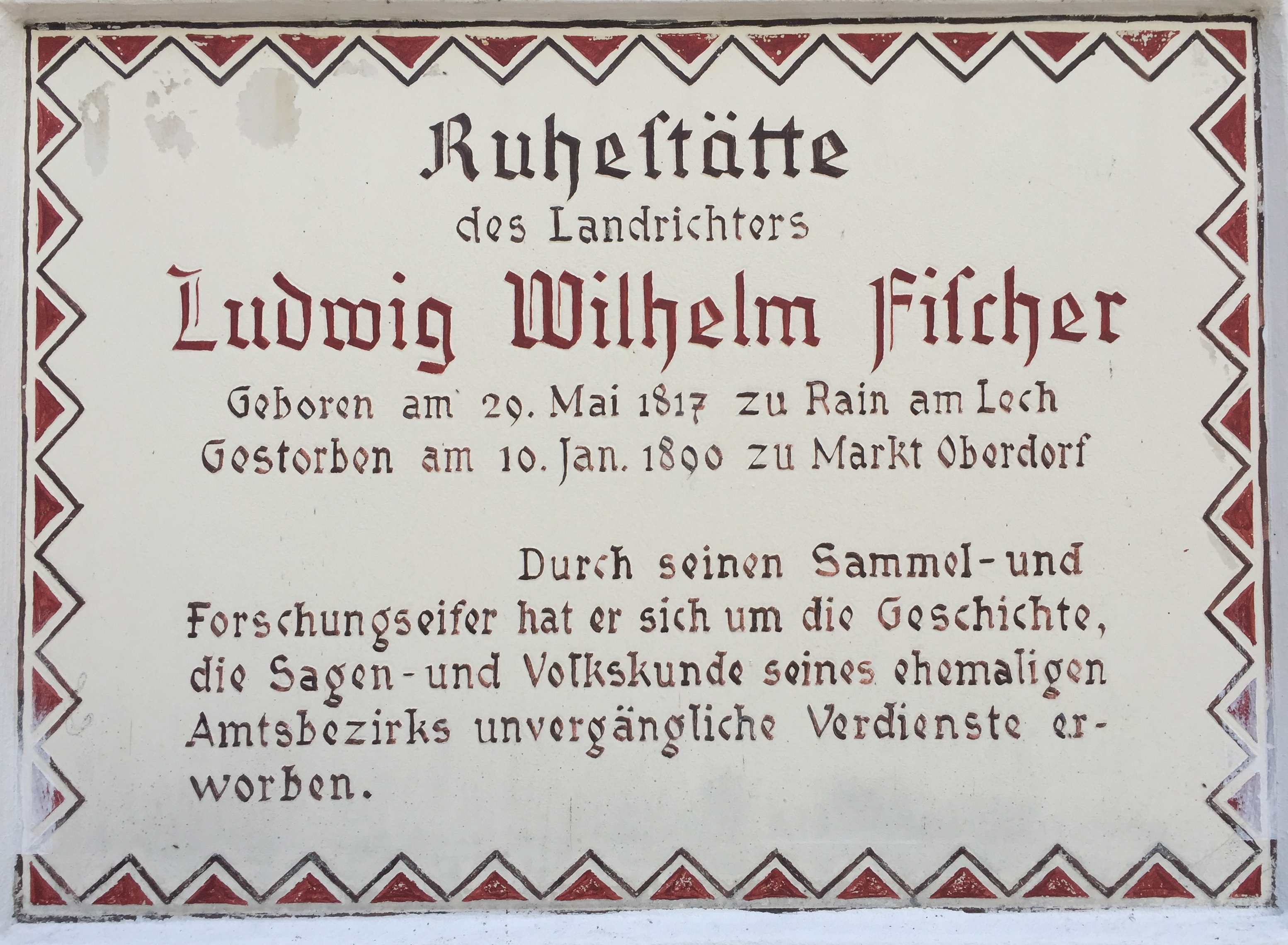
Gedenktafel für den Heimatforscher Ludwig Wilhelm Fischer

## Veröffentlichungen
- Ludwig Wilhelm Fischer, kgl. Landgerichts-Assessor in Oberdorf: Topographische Geschichte der Stadt Rain, München, 1858. Digitale Sammlung.
- Ludwig Wilhelm Fischer: Das sociale und wirthschaftliche Volksleben des Landgerichts-Bezirkes Weiler im Allgäu, in: Westallgäuer Heimatblätter 1924, S. 207 f., 211 f., 215–219, 221–228
- Ludwig Wilhelm Fischer: Nachlass von Ludwig Wilhelm Fischer (1817–1890) – BSB Fischeriana Ludwig Wilhelm Fischer (1817–1890) Nachlass: Geschichten und Biographien II – BSB Fischeriana 27. 27. 1817 (google.de).